# Stavropolský kraj
Stavropolský kraj (rusky Ставропо́льский край) je jedním z krajů Ruské federace. Nachází se v jihozápadní části země, nedaleko Předkavkazska. Existuje od 12. ledna 1943.

## Historie
Stavropolský kraj vznikl (přejmenováním) 12. ledna 1943.

## Krajské symboly

### Vlajka
Vlajka Stavropolského kraje je tvořena žlutým listem o poměru stran 2:3 s bílým skandinávským křížem, v jehož středu je kresba krajského znaku.

## Geografie
Kraj hraničí s Rostovskou oblastí, Krasnodarským krajem, Kalmyckem, Dagestánem, Čečenskem, Kabardsko-Balkarskem a Karačajsko-Čerkeskem. Většina jeho území je velmi nížinná a zemědělsky velmi dobře využitelná. V centrální části kraje se nachází pahorkatina Stavropolskaja vozvyžennosť, která dále na jih již plynule přechází v pohoří Kavkaz. Osídlen je hustě jih kraje, kde se nacházejí města jako Stavropol (hlavní město), Miněralnyje Vody, Kislovodsk, Něvinnomyssk a Pjatigorsk. 56 % obyvatel kraje žije na venkově.

## Paleontologie
Koncem roku 2020 byla publikována odborná práce, podle které byly na území tohoto kraje objeveny ichnofosilie (zkamenělé otisky stop) druhohorních dinosaurů.